# پاوولو نل فرینیانو
پاوولو نل فرینیانو (به ایتالیایی: Pavullo nel Frignano) یک کومونه در ایتالیا است که در استان مودنا واقع شده‌است.

## خصوصیات
پاوولو نل فرینیانو ۱۴۴٫۰۷ کیلومترمربع مساحت و ۱۷٬۱۶۷ نفر جمعیت دارد و ۶۸۲ متر بالاتر از سطح دریا واقع شده‌است.

## خواهرخوانده
شهر Strzegom خواهرخواندهٔ پاوولو نل فرینیانو هست.